# Duguetia riparia
Duguetia riparia é uma espécie de magnólia. Isso foi descrito pela primeira vez por Huber.  Duguetia riparia pertence ao gênero Duguetia, e à família Annonaceae.